# Црногорски језик
Црногорски језик је ендонимски, односно аутонимски назив за језик етничких Црногораца. Сврстава се у групу јужнословенских језика и припада дијасистему штокавског наречја. Почевши од 2007. црногорски језик има статус службеног језика у Црној Гори, упркос томе што је већина становништва навела српски језик као матерњи. Статус службеног језика има и у појединим општинама у Србији. Међународно је признат 2017. када је добио свој ISO код. Према попису из 2023. у Црној Гори се 34% становника (215.299 људи) изјаснило да говори црногорским језиком као матерњим.
Пре 2007. посебан црногорски језик није имао званичан статус, пошто је службени језик у Црној Гори до тада био српски језик (ијекавског изговора), што је било назначено у 9. члану Устава Републике Црне Горе из 1992, који је гласио: У Црној Гори у службеној употреби је српски језик ијекавског изговора. Усвајањем новог Устава Црне Горе од 19. октобра 2007. црногорски језик је озваничен као службени језик (чл. 13). Први захтев за додељивање међународног кода је достављен техничком одбору ISO 639 у јулу 2008, а потпуна документација је прослеђена у Вашингтон у септембру 2015. Током разматрања овог питања, међу стручњацима ISO дуго је преовладавао став да црногорски језик представља варијанту српског језика, а сличне ставове су заступали и други страни стручњаци. Међутим, црногорски захтев је на крају ипак одобрен, што је учињено 8. децембра 2017. када је црногорском језику званично додељен ISO код [cnr]. У српској јавности, ова одлука је била оцењена као политичка. Рајка Глушица је у својим научним радовима оценила да процес стандардизације црногорског језика воде националисти и да њихов приступ и рад воде у гетоизацију и изолацију језика.

## Питање назива
Иако етнички Црногорци свој језик називају „црногорским језиком”, такав назив се не употребљава интернационално, пошто се у већини светских језика као основа за опште именовање Црногораца користи страни корен „Montenegr-” те се из тог корена изводе и одговарајући називи за етничке Црногорце и њихов језик (енгл. Montenegrin language, шп. idioma montenegrino). Насупрот томе, у словенским језицима постоји основа за употребу облика блиских домаћем корену „црногор-” те су сходно томе настали и одговарајући називи за језик етничких Црногораца, а сваки од тих назива је скројен према посебним језичким правилима која важе у сваком од дотичних словенских језика (рус. черногорский язык, буг. черногорски език).
Питање о избору одговарајућег облика, који би у српском језику требало користити као назив за језик етничких Црногораца, поставило се пред српске лингвисте у склопу ширих расправа о савременом стању језичких односа на просторима бивше Југославије. Тим поводом је указано на неопходност поштовања лигвистичких правила која важе у српском језику, а која налажу да се називи језика изводе из назива народа. Познати српски лингвисти, међу којима је и професор Милош Ковачевић, указали су на чињеницу да се придев "црногорски" у српском језику изводи из именице "Црна Гора", а не из именице "Црногорци", којој одговара ређе употребљавани придев "црногорачки", из чега је изведен закључак да би у српском језику као назив за језик етничких Црногораца требало користити израз „црногорачки језик”. На важност тог питања је указано због сличних расправа које су вођене око назива за језик етничких Бошњака, за који се у српском језику користи облик бошњачки језик, а не „босански језик”, што српски лингвисти објашњавају извођењем придева „бошњачки” из именице „Бошњаци”, уз напомену да се придев „босански” изводи из именице "Босна" те стога не може бити употребљаван као ознака за језик етничких Бошњака. По истом моделу, правилан назив за језик етничких Црногораца би у српском језику гласио: „црногорачки језик”, а не „црногорски језик”, тако да се ово питање у српским лингвистичким круговима још увек сматра отвореним.
Питање о избору одговарајућег термина, који би у српском језику требало употребљавати као назив за језик етничких Црногораца, налази се у надлежности Одбора за стандардизацију српског језика (ОССЈ), који је своје основне ставове о језичким односима у Црној Гори формулисао 2003. године. Након уставног озваничења (2007) и међународног признања (2017) посебног „црногорског језика”, пред ОССЈ се поставило питање о доношењу одговарајућих одлука, по моделу који је својевремено примењен приликом решавања питања о називу бошњачког језика, али никаква званична одлука о утврђивању одговарајућег српског назива за језик етничких Црногораца још увек није донета.
У међувремену, на српском језичком подручју је дошло до појаве посебних жаргонских назива за језик етничких Црногораца, од којих се у јавном говору најчешће употребљавају појмови као што су: монтенегрински језик, односно новоцрногорски језик или новодукљански језик, па чак и милогорски језик, с тим што је последњи назив скован према личном имену Мила Ђукановића. Раширена употреба поменутих израза се из угла социолингвистике тумачи као сведочанство о постојању нерешених идентитетских питања у равни интеретничких односа.

## Историја
Прве замисли о конституисању црногорског језика као посебног језика етничких Црногораца појавиле су се средином 20. века међу појединим црногорским националистима који су сматрали да пројекат стварања посебне црногорске нације треба заокружити и са језичке стране, путем конструисања посебног црногорског језика. Све до тада, питање језичког идентитета у Црној Гори није било спорно, пошто је језик који се говорио на том подручју одувек био сматран српским. Тако се у Закону о народнијем школама из 1907. године каже у члану 1.: „Задатак је народнијем школама, да васпитавају дјецу у народном и религијском духу и да их спремају за грађански живот, а нарочито да шире просвјету и српску писменост“. У истом закону се у другим члановима јасно назначава да се похађа српска школа и да су предмети српски језик и српска историја а да дјеца не могу похађати стране школе на другим језицима док не заврше школу на српском.
Црна Гора је 1946. године донела устав у коме се не наводе директне одредбе о језику, али у поглављу о судовима се у члану 113. каже: „Поступак пред судовима се води на српском језику“. У Уставном закону за Црну Гору из 1953. године се не помиње службени језик, а тек у Уставу СР Црне Горе из 1963. године се помиње српскохрватски, а то такође остаје у Уставу СР Црне Горе од 1974. године. У Уставу Републике Црне Горе од 1992. године се у члану 9. каже: „У Црној Гори у службеној употреби је српски језик ијекавског изговора“. У претходном попису, 1991. године, већина грађана се изјаснило да говоре тада званични језик — српскохрватски.
Црногорски језик је на почетку био самостални пројекат Војислава Никчевића који је у својој књизи Пиши као што збориш реинтерпретирао став Вука Караџића. Користећи реч „зборити“ уместо „говорити“, Никчевић је заступао став да је Караџићев рад у ствари заснован на црногорском језику. Најуочљивија одлика планираног црногорског језика који би га учинили различитим од српског, хрватског и бошњачког су била три нова графема која би означавала посебне црногорске палаталне сугласнике.

Крајем деведесетих и почетком 21. века, упоредо са покретом за обнову независности Црне Гори, појављује се покрет за признавање дијалеката у Црној Гори за посебан језик. Заговорници постојања посебног црногорског језика су истицали да „свака држава мора имати свој језик“.
На попису 2003. године, 21,53% становништва Црне Горе се изјаснило да им је матерњи језик црногорски. 63,5% становништва Црне Горе се изјаснило да говори српски језик као матерњи језик. Будући да се 32% популације изјаснило да су српске националности, и да је мало могуће да би се било ко од њих изјаснио за неки други језик осим српског као за свој матерњи, може се рећи да се 31% становништва изјаснило за српски језик као за свој матерњи а да се нису изјаснили као Срби.
На посљедњем попису 2011. године, 36,97% становништва Црне Горе се изјаснило да им је матерњи језик црногорски. 42,88% становништва Црне Горе се изјаснило да говори српски језик као матерњи језик.
Владајуће Демократска партија социјалиста и Социјалдемократска партија Црне Горе су подржавале идеју просто преименовања службеног језика Црне Горе у црногорски. Томе су се успротивиле Социјалистичка народна партија, Српска народна странка, Народна странка, Демократска српска странка. Ипак, референдум није био потребан, пошто је за усвајање устава гласала двотрећинска већина у скупштини, укључујући владајућу коалицију, Покрет за промјене, Бошњачку странку и либерале, против је била српска опозиција, док су странке албанске мањине биле уздржане, па је црногорски језик проглашен за службени језик Црне Горе у новом уставу који је усвојен 19. октобра 2007.
У путописној књизи објављеној 1866. године у Лондону, под насловом "Путовање по словенским земљама Турске у Европи", британске списатељице Џорџина Мјур Макензи и Аделина Паулина Ирби су истакле да "чист српски језик којим Црногорац брани своје право пред судом на Цетињу најлепше звечи за ухо својом разговетношћу и хармонијом".
Најстарији записани помен о црногорском језику десио се у Чешкој у 19. веку. О томе догађају нам пише Чех Јозеф Холечек у књизи из 1884.г. „Црна Гора у миру", (издање на српском: ЦИД Подгорица, 2002), 200.стр. : „Ко је "Колинског Црногорца" видио током његовог првог сусрета са Србима и чуо да он не зна ни то да су и Црногорци Срби и да не говоре "зрнагорски", како је он рекао, већ српски, не би никада ни примислио шта све он себи дозвољава... Када смо били у најљепшем расположењу, онај "Колински Црногорац"је измолио да запјева нешто "Зрнегорско", што му је и удовољено, јер је ту његова нумера обећавала несвакидашњу забаву. Били смо веома захтјевни. Запјевао је. Шта је пјевао сам Бог зна! Ниједна ријеч му се није могла разумјети, а ту ни пјесме није било." Радило се о преваранту, Чеху који се лажно претварао да је Црногорац да би добио новац, а Холечек је знао српски и познавао је тадашње Црногорце, па је о њима и написао две путописне књиге "Црна Гора" и "Црна Гора у миру".
У Историји Црне Горе језик се увек називао српским, нашким, илирским, али никада црногорским. У време укидања црногорске државности у Риму је штампана књига црногорских емиграната "Неколико страница из крвавог албума Карађорђевића", 1921.г., где се наводе подаци о насиљу србијанских власти у Црној Гори, па се на једном месту помиње и наметање источног на место јужног дијалекта, чиме су најогорченији црногорски емигранти доказали да ни у емиграцији свој језик нису називали црногорским именом, већ јужним дијалектом истог, дакако српског језика. У самој књизи стоји: "…дијалекат (који се говорио у Србији) увели су у администрацију и у школама на мјесто јужног."

## Граматика
Године 2010. Савјет за опште образовање је усвојио прву Граматику црногорског језика, на чијем су раду ангажовани хрватски лингвисти др Јосип Силић (такође један од аутора правописа) и Иво Прањковић. Главни уредник Аднан Чиргић је тврдио да у Црној Гори нема квалификованих људи да би радили на граматици, нити интереса за њу, те признао њене мане, али истакао да је она најбоља која постоји за сада. Само 2 од 13 чланова савјета су били језички стручњаци (професор језика и лингвиста) и оба су гласала против, оштро се успротививши предложеној црногорској граматици. Критиковали су како прихватање два нова слова за писма, тако и превелику архаизацију језика и увођење необразложених хрватизама, који немају упориште у црногорском језику.

## Правопис
Дана 10. јула 2009. године представљен је први правопис црногорског језика чији су аутори Миленко Перовић, професор из Новог Сада, Људмила Васиљева, професор универзитета у Лавову, Украјина, и Јосип Силић, пензионисани професор из Загреба. Овај правопис црногорском алфабету додао је два нова слова — с́ и з́ у ћириличкој и ś и ź у латиничкој верзији — тако да црногорски језик сад има укупно 32 слова. Увођење два нова слова, састављачи правописа су објаснили ставом да црногорска стандарднојезичка норма мора да садржи све продукте ијекавског јотовања.
(У примерима који следе можда ће бити проблема са приказом због избора фонта и одговарајуће подршке за Уникод.)
Примери употребе слова с́ (мек изговор шј): с́утра, с́евер, с́еме, ос́етити, с́еђети, с́екира, с́енка, с́енокос, с́екирати, с́ера, с́ерав, пос́екотина, с́ећи, с́етити, пас́и, с́еклоћа (презиме), Пас́еглав (топоним), С́еница (топоним), С́ата (надимак)...
Примери употребе слова з́  (мек изговор жј): из́утра, з́еница, из́ести, из́елица, из́љећи, з́ђељати, коз́ији, коз́етина, З́ајо (име), Коз́евић (презиме), З́але (надимак)...
Војислав П. Никчевић је такође предлагао и графем ѕ, за меко слово з (дз), глас који има фонетску вредност /dz/. Ипак, то слово још увек није уведено у службени језик. Примери употребе фонема ѕ: ѕавала, ѕера, ѕановијетати, биѕин, ѕинѕула, ѕамантати, бронѕин, ѕингани, ѕипати, ѕиѕка, Ѕано (име), Бороѕан (презиме), Маленѕа (топоним), Миѕа (надимак).
Међутим, правопис још увек није одобрен од стране Савјета за опште образовање Министарства просвјете црногорске владе.

## Класификација
Творци црногорског језика сврставају га у групу јужнословенских језика, а разлика међу дијалектима и стандардним језицима који се говоре у Србији, Босни и Херцеговини, Црној Гори и Хрватској је врло мала, скоро никаква. Највише коришћени дијалекат у свакодневном говору у Црној Гори је зетско-рашки дијалекат српског језика којим се говори у Цетињу, Подгорици, Даниловграду, Бару, Будви, Котору, Тивту, Улцињу (код Црногораца и Срба), већини Колашинске општине, Мојковцу, Беранама, Бијелом Пољу, Андријевици, Плаву, Рожајама и дијелу Никшића. Источнохерцеговачким дијалектом, сличним оном у Херцеговини, Дубровнику и Западној Србији се говори у Херцег Новом, Рисну, дијелу Никшића, у Ровцима код Колашина, Шавнику, Жабљаку, Плужинама и Пљевљима.
Заговорници постојања црногорског језика фаворизују коришћење латинице у односу на ћирилицу и препоручују увођење слова за додатна два гласа (/ɕ/ и /ʑ/), својствена неким дијалектима који се говоре у Црној Гори.

## Кодификација
Главни заговорник постојања црногорског језика био је Војислав Никчевић, директор Института за црногорски језик у Подгорици и редовни професор Филозофског факултета Универзитета Црне Горе.
Црногорски премијер Мило Ђукановић показао је да подржава формализацију црногорског језика изјашњавајући се да говори црногорски језик, у интервјуу датом у октобарском броју Политике, 2005. године.
Године 2004, влада Црне Горе је променила име обавезног предмета „српски језик“ у „матерњи језик (српски, црногорски, хрватски, босански)“ а као разлог је наведен давање једнаког права свим народима Црне Горе који говоре лингвистички неспорно исти језик, да га називају својим националним именом и да би се тако заштитила људска права несрпског становништва у Црној Гори које жели да свој језик назива другим именом, а не српским.
Ова одлука је проузроковала да неколицина српских наставника прогласи штрајк и да известан број родитеља одбије да шаље своју децу у школу. Ти наставници су добили отказ.
Од школске 2010/11. наставници у школама обавезни су наставу да предају на црногорском језику.
Званични сајтови црногорских институција нуде црногорску верзију.